# Эпическая формула
Эпическая формула — мнемотехнический приём, связанный с устным характером бытования эпоса и достаточно свободно используемый сказителем.
Формула в эпосе — это выразительная заготовка, обусловленная тремя факторами:
- ритмом
- синтаксической схемой
- лексической детерминантой.

Эта заготовка (содержанием которой является отдельный образ, идея, черта описания) может быть приспособлена к любой тематической либо фразеологической ситуации. Поэт располагает большим числом формул, позволяющих ему выразить различные конкретные аспекты данной ситуации в соответствии с потребностями момента.
Формула служит микроединицей действия, способной комбинироваться с другими формулами, образуя речевой отрезок.

## Типы формул
Формулы делятся на два разряда:
- сочетания типа «существительное + прилагательное» («синее море» или «чёрная смерть»), в которых существительное сопровождается так называемым «устойчивым эпитетом»; функционально эпитет не связан с повествовательным контекстом
- повторяющиеся обороты, распространяющиеся на часть строки, на отдельную строку, на группу строк; они строго функциональны и необходимы для повествования, их первейшая задача — изображение того, как происходят некие повторяющиеся события.

### Существительное + прилагательное
Славянской поэтической традиции присущи сочетания «существительное + прилагательное».
Возможные общеславянские формулы (общие для русских былин и южнославянских песен):
| - «белый град» - «руки белые» | - «лицо белое» - «горькие слёзы» | - «добрый молодец» - «добрый конь» |

#### Русские былинные формулы
| - «мать - сыра земля» - «чистое поле» - «тетива серебряная» - «Москва белокаменная» | - «питьё медвяное» - «уста сахарные» - «дубовый стол» - «синее море» | - «славный почестной пир» - «тёмный лес» - «белая грудь» - «буйная головушка» | - «славный Киев-град» - «великий Новгород» - «славный богатый Волын-город» - «белый свет» |

#### Гомеровские формулы
- владыка мужей Агамемнон
- Нестор, конник геренский
- Эвмей, богоравный свинопас
- шлемоблещущий Гектор
- белолокотная Гера
- Зевс тучегонитель
- истребитель народов Арес
- многошумное (винноцветное) море
- тенистые горы
- розовоперстая заря
- долгопечальная смерть
- длиннотенное копьё
- вскормленный в горах лев
- бесстыдная муха
- крылатые речи
- кудреглавые данаи
- меднобронные ахейцы
- конеборные трояне

### Повествовательные формулы
Повествовательные формулы выполняют роль обязательных сюжетных связок.

#### Гомеровскиеформулы
- Встала из мрака младая с перстами пурпурными Эос
- Солнце едва закатилось, и сумрак на землю спустился
- С шумом на землю он пал, и взгремели на падшем доспехи
- Когда же был удовольствован голод их сладким питьём и едою
- Очи смежили багровая Смерть и могучая Участь